# Linea R1
La linea R1 delle Rodalies de Catalunya è una linea di trasporto ferroviario suburbano della rete di Barcellona che collega la stazione di Molins de Rei con quella di Maçanet-Massanes. È conosciuta anche come linea del Maresme o linea della costa ed è esercita da Renfe Operadora.

## Storia
La linea ferroviaria tra Barcellona e Matarò fu la prima in assoluto realizzata in Spagna, essendo stata inaugurata il 28 ottobre 1848. Per consentire alle prime locomotive a vapore di superare le pendenze che caratterizzano il tracciato, fu deciso di adottare uno scartamento ampio pari a sei piedi catalani, ossia 1672 mm, condizionando così lo sviluppo successivo dell'intera rete nazionale con questa caratteristica diversa dal resto della rete ferroviaria europea che adottò invece uno scartamento inferiore. Fra le ulteriori difficoltà di questo progetto vi fu anche la necessità di scavare un tunnel presso Montgat; anche in questo caso si trattò della prima galleria ferroviaria realizzata in Spagna.
Tra il 1857 e il 1859 la linea venne prolungata rispettivamente fino alla stazione di Arenys de Mar e poi a quella di Tordera e due anni dopo, nel 1861, arrivò fino al capocorsa attuale di Maçanet-Massanes. La linea venne poi elettrificata fino a Matarò nel 1948, in corrispondenza del centenario della sua entrata in servizio; l'elettrificazione venne completata negli anni successivi.
Nel 1980 RENFE creò le Cercanías, nel contesto di un piano di modernizzazione della rete (Plan General Ferroviario) che prevedeva tra gli altri progetti l'istituzione di 162 nuovi servizi suburbani e regionali e il potenziamento di quelli esistenti. Nel 1984 l'azienda si riorganizzò in unità operative commerciali con la nascita delle Cercanías Renfe (denominate Rodalies Renfe in Catalogna) e l'anno seguente iniziò un nuovo progetto per i servizi regionali.
Originariamente le linee erano distinte con uno schema di numerazione caratterizzato dalla lettera iniziale "C" (da Cercanías) e la linea per Maçanet-Massanes venne identificata come C1. In seguito venne usata in contemporanea anche la numerazione "R1" sulla base dello stesso schema adattato per la Catalogna ("R" da Rodalies). Dal 1º gennaio 2010 il servizio venne preso in carico dalla Generalitat de Catalunya e la lettera R divenne l'unico identificativo ufficiale per le linee del servizio regionale di Barcellona.
Fino al 2006, quando entrò in esercizio la linea R10 (poi assorbita nella R2 Nord), era prevista anche una diramazione tra la stazione di Barcellona Sants fino all'aeroporto ed erano quindi presenti due servizi di linea: Hospitalet-Maçanet e Aeroporto-Matarò.

## Caratteristiche
|  |  |  |

|  | Continuation backward |

|  | Station on track |

|  | Stop on track |

|  | Stop on track |

| Unknown route-map component "exCONTgq" | Unknown route-map component "eABZg+r" |  |

|  | Urban railway | Interchange on track |  |  |

|  |  | Station on track |

|  |  | Straight track |

|  | Unknown route-map component "CONTgq" | Unknown route-map component "ABZg+r" |  |  |

|  |  | Unknown route-map component "eINT" |

|  | Unknown route-map component "tCONTgq" | Unknown route-map component "KRZt" | Unknown route-map component "tSTR+r" |  |

|  | Unknown route-map component "tSTRa" | Unknown route-map component "tSTR" |

|  |  | Unknown route-map component "tINT-L" | Unknown route-map component "tINT-R" |  |

|  |  | Unknown route-map component "tSTR" | Unknown route-map component "extCONTf" |  |

|  |  | Unknown route-map component "tABZgl" | Unknown route-map component "tSTR+r" |  |

|  | Unknown route-map component "tSTR+l" | Unknown route-map component "tKRZt" | Unknown route-map component "tKRZt" | Unknown route-map component "tCONTfq" |

|  | Unknown route-map component "tKINTe" + Unknown route-map component "HUBaq" | Unknown route-map component "tINT" + Unknown route-map component "HUBeq" | Unknown route-map component "tSTR" |  |

| Unknown route-map component "exCONTg" |  | Unknown route-map component "tSTR" | Unknown route-map component "tINT" |  |

| Unknown route-map component "exBHF" | Head station | Unknown route-map component "tSTR" | Unknown route-map component "tSTR" |  |

| Unknown route-map component "exABZg+l" | Unknown route-map component "eABZgr" | Unknown route-map component "tINT" | Unknown route-map component "tSTR" |  |

| Unknown route-map component "exSTR" | Unknown route-map component "tSTRa" | Unknown route-map component "tSTR" | Unknown route-map component "tSTR" |  |

| Unknown route-map component "exSTR" | Unknown route-map component "tABZgl" | Unknown route-map component "tABZg+r" | Unknown route-map component "tSTR" |  |

| Unknown route-map component "exSTR" | Unknown route-map component "tSTR" | Unknown route-map component "tSTR" | Unknown route-map component "tSTR" |  |

| Unknown route-map component "exSTR" | Unknown route-map component "tSTRl" | Unknown route-map component "tKRZt" | Unknown route-map component "tABZgr" |  |

| Unknown route-map component "exHST" | Unknown route-map component "tSTR+l" | Unknown route-map component "tABZgr" | Unknown route-map component "tSTR" |  |

| Unknown route-map component "exSTR" | Unknown route-map component "tABZg+l" | Unknown route-map component "tKRZt" | Unknown route-map component "tSTRr" |  |

| Unknown route-map component "exSTR" | Unknown route-map component "tINT" | Unknown route-map component "tSTR" |  |  |

| Unknown route-map component "exSTR" | Unknown route-map component "tSTR" | Unknown route-map component "tSTR" |  | Unknown route-map component "extCONTg" |

| Unknown route-map component "exSTR" | Unknown route-map component "etKRZt" | Unknown route-map component "etKRZt" | Unknown route-map component "extSTRq" | Unknown route-map component "extSTRr" |

| Unknown route-map component "exSTR" | Unknown route-map component "tSTR" | Unknown route-map component "etHST" |  |  |

| Unknown route-map component "exSTR" | Unknown route-map component "etHST" | Unknown route-map component "tSTR" |  |  |

| Unknown route-map component "exSTR" | Unknown route-map component "tSTRe" | Unknown route-map component "tSTRl" | Unknown route-map component "tCONTfq" |  |

| Unknown route-map component "exHST" | Straight track |  |  |  |

| Unknown route-map component "exSTR" | Unknown route-map component "ABZgl" | Unknown route-map component "CONTfq" |  |  |

| Unknown route-map component "exSTRl" | Unknown route-map component "eABZg+r" |  |  |  |

| Urban railway | Interchange on track |  |  |  |

| Stop on track |

| Stop on track |

| Stop on track |

| Stop on track |

| Stop on track |

| Stop on track |

| Stop on track |

| Stop on track |

|  | Straight track |  | Unknown route-map component "exCONTg" |  |

|  | Straight track |  | Unknown route-map component "exHST" |  |

|  | Unknown route-map component "eABZgl" | Unknown route-map component "exHSTq" | Unknown route-map component "exABZg+r" |  |

|  | Straight track |  | Unknown route-map component "exHST" |  |

|  | Station on track |  | Unknown route-map component "exSTR" |  |

|  | Straight track |  | Unknown route-map component "exHST" |  |

|  | Unknown route-map component "eABZgl+l" | Unknown route-map component "exSTRq" | Unknown route-map component "exSTRr" |  |

| Stop on track |

| Stop on track |

| Station on track |

| Stop on track |

| Stop on track |

| Station on track |

| Stop on track |

| Stop on track |

| Stop on track |

| Station on track |

| Stop on track |

| Unknown route-map component "ABZg+l" | Unknown route-map component "CONTfq" |  |

| Station on track |

| Continuation forward |

La linea è lunga in tutto 95,1 km con 31 stazioni e ha interscambi come le linee R2, R3 e R4 delle Rodalies, con le linee ferroviarie a lunga percorrenza e ad alta velocità, e con la metropolitana e la rete tranviaria di Barcellona. La linea è completamente elettrificata, con alimentazione a tensione continua a 3 kV e, come tutte le linee di Rodalies operate da Renfe, è caratterizzata dallo scartamento iberico (1668 mm). Il materiale rotabile impiegato è costituito da treni Renfe Serie 447 e Civia (463, 464 e 465).
Fino ad Arenys de Mar la linea è a doppio binario e diventa a binario unico nella tratta successiva, tornando in doppio binario solo in corrispondenza delle stazioni di fermata. 
Il servizio utilizza le seguenti linee ferroviarie:
- Linea Barcellona-Vilafranca-Tarragona, tra Molins de Rei e Barcellona Plaça de Catalunya
- Linea Barcellona-Mataró-Maçanet Massanes da Barcellona Plaça de Catalunya in poi

### Percorso
La linea parte da Molins de Rei, nella comarca del Baix Llobregat, attraversa in sotterranea Barcellona, passando per il tunnel tra la stazione di Barcellona Sants e la stazione ferroviaria di El Clot-Aragó via stazione di Plaça de Catalunya e torna all'aperto poco prima di Sant Adrià de Besòs da dove continua per nord-est verso Badalona proseguendo a ridosso della linea costiera con un percorso sostanzialmente parallelo a quello della carretera nacional N-2 fino a Malgrat de Mar, da dove si dirige, (passando vicino a Blanes), per la linea Barcellona-Cerbère nella stazione di Maçanet-Massanes.
A seconda dei giorni e degli orari, le corse terminano alle stazioni di Molins de Rei o di L'Hospitalet de Llobregat a sud, e alle stazioni di Mataró, Arenys de Mar, Calella, Blanes o Maçanet-Massanes a nord.

### Traffico
La linea trasporta 39,6 milioni di passeggeri all'anno, con una media giornaliera al 2018 di 105 742 viaggiatori e un servizio di 216 corse quotidiane durante i giorni feriali.
Gran parte del tracciato è usato esclusivamente da questa linea e questo permette una frequenza di corse elevata, condizionata però dal traffico che si crea nella stazione di Plaça de Catalunya.

## Sviluppi futuri
Entrerà a far parte del percorso della linea come nuova fermata anche la stazione di Barcellona-Sagrera TAV (al 2022 ancora in corso di realizzazione) tra El Clot-Aragò e Sant Adrià de Besòs. È allo studio anche una diramazione tra Blanes e Lloret de Mar, località quest'ultima collegata solo tramite un servizio navetta di autobus.
Gli effetti del cambiamento climatico, in particolare l'innalzamento del livello del mare e l'erosione del litorale, sommati all'estrema vicinanza dei binari alla linea di costa stanno indebolendo la stabilità della sede ferroviaria con sempre più frequenti interruzioni di servizio. Questo ha portato alla proposta di spostare la linea su un percorso più interno a quota più elevata.